# Ildo Lobo
Ildo Lobo (25. november 1953 – 20. oktober 2004) var en berømt sanger fra Kap Verde. Hans alsidige og melodiske stemme og evnen til at fylde scenen, gjorde ham til en af de største kunstnere fra Kap Verde. Lobos internationale gennembrud kom med solo-udgivelsen “Nôs Morna”, efterfulgt af “Intelectual”.